# پالمئتو پوینت
پالمئتو پوینت (به لاتین: Palmetto Point) یک شهرک در کشور سنت کیتس و نویس است که در جزیره سنت کیتس واقع شده‌است. این شهرک مرکز پریش ترینیتی پالمئتو پوینت می‌باشد.